# Shikoku (eiland)
Shikoku (Japans: 四国, vier provincies) is het kleinste van de vier grote eilanden van Japan. Het eiland is als Regio Shikoku (四国地方, Shikoku-chihō) eveneens een regio (gewest) van Japan. Op Shikoku woonden in 2006 ongeveer 4,2 miljoen mensen. De oppervlakte bedraagt 18.292 km². Het hoogste punt is de berg Ishizuchi (1.982 meter).
Shikouku is buiten Japan vooral bekend vanwege de 88-tempelroute, een pelgrimsroute van circa 1300 km ter ere van Kukai, de stichter van het Shingon-boeddhisme.
Ten noordwesten van Shikoku ligt Honshu, waarvan Shikoku is gescheiden door de Japanse Binnenzee. Ten zuidwesten van Shikoku ligt Kyushu.

## Indeling
De naam wordt in het Japans geschreven met twee karakters - shi voor "vier" en koku voor "landen", en verwijst naar de vier prefecturen op het eiland:
1. Ehime
2. Kagawa
3. Kōchi
4. Tokushima

## Verkeer en vervoer
Onderdeel van een groot netwerk van expressways op Shikoku is de Tokushima Expressway, een snelweg van Tokushima naar Shokokuchuo.

## Foto

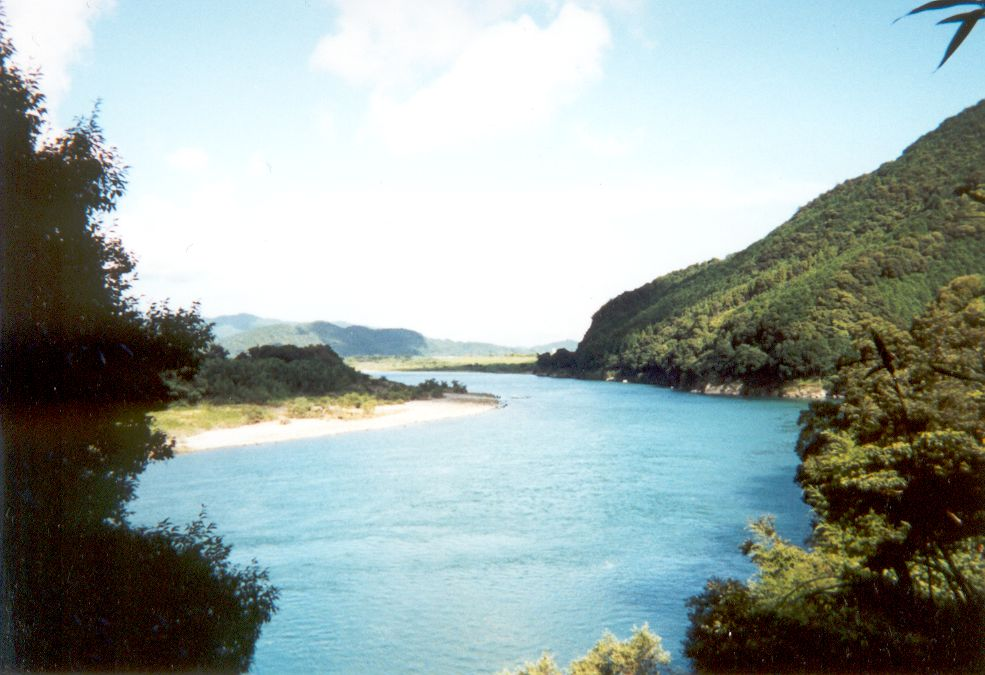
De rivier Shimanto